# Nagari Tanjuang Bingkuang
Nagari Tanjuang Bingkuang is een bestuurslaag in het regentschap Solok van de provincie West-Sumatra, Indonesië. Nagari Tanjuang Bingkuang telt 3426 inwoners (volkstelling 2010).